# Noctilio
Los murciélagos pescadores (Noctilio) son un género de quirópteros, el único que integra la familia Noctilionidae. Está integrado por dos especies, las que habitan en selvas y bosques húmedos de la región neotropical. Endémica de America  

## Características y costumbres
Estos murciélagos tienen el pelaje canela-amarronado. Tienen alas fuertes y patas relativamente largas, con dedos alargados con grandes garras curvas. En las mejillas tienen bolsas para almacenar alimentos, algo inusual entre los murciélagos, lo que junto con unos labios gruesos divididos por un pliegue de la piel (como si fuera un «labio leporino») le otorgan una apariencia similar a un perro bulldog.
Su dieta se compone de invertebrados acuáticos —como crustáceos e insectos— así como también de peces y ranas . Caza solo durante la noche, ya que el día los encuentra dentro de madrigueras, las que pueden ser huecos en troncos de árboles o cuevas en barrancas. Al atardecer salen de ellas y vuelan junto a la superficie de ríos o arroyos, hasta que, mediante ecolocalización, detectan una presa, a la que capturan atrapándola con las garras con forma de garfio que posee en los dedos de las patas traseras o con la membrana interfemoral. Talla grande de 60 gr a 78 gr . 
Características Craneales : Premaxila fusionada , cresta sagital desarrollada , sin proceso postorbital . Dientes 28 en total

## Taxonomía
Este género fue descrito originalmente en el año 1766 por el científico, naturalista, botánico y zoólogo sueco Carlos Linneo. En el año 1821 el naturalista y zoólogo inglés John Edward Gray crea para estos murciélagos su propia familia, Noctilionidae.
Subdivisión
La familia está compuesta por un único género viviente, el cual posee dos especies, cada una con un subgénero propio:
- Noctilio leporinus Linnaeus, 1758. (subgénero Noctilio)
- Noctilio albiventris Desmarest, 1818. (subgénero Dirias)

## Distribución
Sus especies habitan cerca del agua en ecosistemas boscosos o selváticos tropicales y subtropicales de América Central y del Sur, desde México y las islas del Caribe por el norte hasta el nordeste de la Argentina por el sur.